# Rajania wilsoniana
Rajania wilsoniana là một loài thực vật có hoa trong họ Dioscoreaceae. Loài này được C.V.Morton miêu tả khoa học đầu tiên năm 1933.